# 353
353（三百五十三、さんびゃくごじゅうさん）は自然数、また整数において、352の次で354の前の数である。

## 性質
- 353は71番目の素数であり、1つ前は349、次は359。
  - 約数の和は354。
- 20番目のスーパー素数である。1つ前は331、次は367。
- 18番目の非正則素数である。1つ前は347、次は379。
- 353 = 353 + 0 × ω (ωは1の虚立方根)
  - a + 0 × ω (a > 0) で表される37番目のアイゼンシュタイン素数である。1つ前は347、次は359。
- すべての桁が素数である46番目の数である。1つ前は352、次は355。(オンライン整数列大辞典の数列 A046034)
  - すべての桁が素数で素数になる15番目の数である。1つ前は337、次は373。(オンライン整数列大辞典の数列 A019546)
  - 3 と 5 を使った2番目の素数である。1つ前は53、次は3533。(オンライン整数列大辞典の数列 A020462)
    - 35…53 の形の最小の素数である。次は355555553。(オンライン整数列大辞典の数列 A056254)
- 末尾の2桁が53の2番目の素数である。1つ前は53、次は653。(オンライン整数列大辞典の数列 A244771)
- 45番目の回文数である。1つ前は343、次は363。
  - 1桁の数を除くと35番目の回文数である。
  - 12番目の回文素数である。1つ前は313、次は373。
  - 10進数でも16進数でも回文数になる11番目の数である。1つ前は11、次は626。(オンライン整数列大辞典の数列 A029731)
353 = 161(16)
- 353 = 24 + 34 + 44
  - 3連続整数の4乗和で表せる数である。1つ前は98、次は962。
  - n = 4 のときの 2n + 3n + 4n の値とみたとき1つ前は99、次は1299。(オンライン整数列大辞典の数列 A074526)
  - 353 = (3+1/2)4 + (5+1/2)4 + (7+1/2)4
- 1/353 = 0.00283286118980169971671388101983… (下線部は循環節で長さは32)
  - 逆数が循環小数になる数で循環節が32になる最小の数である。次は449。
  - 循環節が n になる最小の数である。1つ前の31は2791、次の33は67。(オンライン整数列大辞典の数列 A003060)
- 各位の和が11になる33番目の数である。1つ前は344、次は362。
  - 各位の和が11になる数で素数になる11番目の数である。1つ前は317、次は443。(オンライン整数列大辞典の数列 A106754)
  - 各位の和が素数になる素数で、自身を作る数すべてが素数になる9番目の数である。1つ前は337、次は373。(オンライン整数列大辞典の数列 A062088)
- 353 = 11 × 25 + 1 より26番目のプロス数である。1つ前は321、次は385。
  - 11番目のプロス素数である。1つ前は257、次は449。
- 353 = 82 + 172
  - 異なる2つの平方数の和で表せる106番目の数である。1つ前は349、次は356。(オンライン整数列大辞典の数列 A004431)
- 353 = 22 + 52 + 182 = 42 + 92 + 162 = 62 + 112 + 142 = 82 + 82 + 152
  - 3つの平方数の和4通りで表せる26番目の数である。1つ前は339、次は362。(オンライン整数列大辞典の数列 A025324)
  - 353 = 22 + 52 + 182 = 42 + 92 + 162 = 62 + 112 + 142
    - 異なる3つの平方数の和3通りで表せる31番目の数である。1つ前は349、次は354。(オンライン整数列大辞典の数列 A025341)
- 353 = 13 + 13 + 23 + 73
  - 4つの正の数の立方数の和で表せる81番目の数である。1つ前は352、次は357。(オンライン整数列大辞典の数列 A003327)
- 353 = 343 + (3 + 4 + 3)
  - n = 7 のときの n3 とその各位の和との和とみたとき1つ前は225、次は520。(オンライン整数列大辞典の数列 A123135)

## その他 353 に関連すること
- 国際電話番号の353は、アイルランド。
- 年始から数えて353日目は12月19日、閏年は12月18日。
- デイル (USS Dale, DD-353) は、アメリカ海軍の駆逐艦。
- ドイル・C・バーンズ (USS Doyle C. Barnes, DE-353) は、アメリカ海軍の護衛駆逐艦。
- デュゴング (USS Dugong, SS-353) は、アメリカ海軍の潜水艦。
- LST-353は、アメリカ海軍の戦車揚陸艦。
- JR東日本E353系電車